# Copa Sudamericana 2024
Navigation
Édition 2023 Édition 2025
La Copa Sudamericana 2024, officiellement Copa Conmebol Sudamericana 2024, est la 23e édition de la Copa Sudamericana, équivalent sud-américain de la Ligue Europa. 
Le vainqueur se qualifie pour la Copa Libertadores 2025 et la Recopa Sudamericana 2025. Il disputera également le Club Challenge UEFA-CONMEBOL contre le vainqueur de la Ligue Europa 2024-2025.
56 clubs sont engagés dans cette édition : quatre clubs par fédération nationale, sauf pour les fédérations argentine et brésilienne, qui engagent respectivement six clubs, puis quatre perdants du troisième tour préliminaire et les huit troisièmes de la phase de groupes de la Copa Libertadores sont repêchés en Copa Sudamericana.

## Format
Le format de la Copa Sudamericana précédente est maintenu
- Dans la première phase, des équipes de toutes les fédérations sauf l'Argentine et le Brésil joueront contre une équipe de leur même fédération en match unique. Les vainqueurs se qualifieront pour la phase de groupes, donc chaque fédération aura deux équipes dans la phase de groupes.
- Les équipes d'Argentine et du Brésil, ainsi que les quatre équipes éliminées lors du troisième tour de la Copa Libertadores, seront incluses dans la phase de groupes. Les vainqueurs de chaque groupe se qualifieront directement pour les huitièmes de finale.
- Les huit clubs classés à la troisième place de la phase de groupes de la Copa Libertadores disputeront des barrages de qualification pour les huitièmes de finale contre les deuxièmes de poule.

## Règles
Les clubs sont départagés ainsi :
- Nombre de buts marqués sur l'ensemble des deux rencontres,
- La règle du but à l'extérieur est abolie depuis le 15 novembre 2021[2], en cas d'égalité à la fin du second match, une séance de tirs au but est organisée. Il n'y a pas de prolongations.

| Barrages | Barrages | Barrages | Barrages | Barrages | Barrages | Barrages | Barrages | Barrages | Barrages | Barrages | Barrages | Barrages | Barrages | Barrages | Barrages |
| --- | --- | --- | --- | --- | --- | --- | --- | --- | --- | --- | --- | --- | --- | --- | --- |
| - 8 « troisièmes » repêchés de la phase de groupes de la Copa Libertadores : - Cerro Porteño - Barcelona SC - Huachipato - LDU Quito - Palestino - Independiente del Valle - Rosario Central - Libertad | | | | | | | | | | | | | | | |
| Phase de poule | | | | | | | | | | | | | | | |
| - 4 équipes repêchées du 3e tour de qualification de la Copa Libertadores : - Red Bull Bragantino - Club Nacional - Always Ready - Sportivo Trinidense | - 4 équipes repêchées du 3e tour de qualification de la Copa Libertadores : - Red Bull Bragantino - Club Nacional - Always Ready - Sportivo Trinidense | - 4 équipes repêchées du 3e tour de qualification de la Copa Libertadores : - Red Bull Bragantino - Club Nacional - Always Ready - Sportivo Trinidense | - 4 équipes repêchées du 3e tour de qualification de la Copa Libertadores : - Red Bull Bragantino - Club Nacional - Always Ready - Sportivo Trinidense | - 4 équipes repêchées du 3e tour de qualification de la Copa Libertadores : - Red Bull Bragantino - Club Nacional - Always Ready - Sportivo Trinidense | - 4 équipes repêchées du 3e tour de qualification de la Copa Libertadores : - Red Bull Bragantino - Club Nacional - Always Ready - Sportivo Trinidense | - 4 équipes repêchées du 3e tour de qualification de la Copa Libertadores : - Red Bull Bragantino - Club Nacional - Always Ready - Sportivo Trinidense | - 4 équipes repêchées du 3e tour de qualification de la Copa Libertadores : - Red Bull Bragantino - Club Nacional - Always Ready - Sportivo Trinidense | - 12 équipes du Brésil et de l'Argentine : - Athletico Paranaense 8e du Championnat du Brésil 2023 - SC Internacional 9e du Championnat du Brésil 2023 - Fortaleza EC 10e du Championnat du Brésil 2023 - Cuiabá EC 12e du Championnat du Brésil 2023 - SC Corinthians 13e du Championnat du Brésil 2023 - Cruzeiro EC 14e du Championnat du Brésil 2023 - Boca Juniors 6e du Championnat d'Argentine de football 2023 - Racing Club 8e du Championnat d'Argentine de football 2023 - Defensa y Justicia 9e du Championnat d'Argentine de football 2023 - CA Lanús 10e du Championnat d'Argentine de football 2023 - CA Belgrano 11e du Championnat d'Argentine de football 2023 - Argentinos Juniors 12e du Championnat d'Argentine de football 2023 | - 12 équipes du Brésil et de l'Argentine : - Athletico Paranaense 8e du Championnat du Brésil 2023 - SC Internacional 9e du Championnat du Brésil 2023 - Fortaleza EC 10e du Championnat du Brésil 2023 - Cuiabá EC 12e du Championnat du Brésil 2023 - SC Corinthians 13e du Championnat du Brésil 2023 - Cruzeiro EC 14e du Championnat du Brésil 2023 - Boca Juniors 6e du Championnat d'Argentine de football 2023 - Racing Club 8e du Championnat d'Argentine de football 2023 - Defensa y Justicia 9e du Championnat d'Argentine de football 2023 - CA Lanús 10e du Championnat d'Argentine de football 2023 - CA Belgrano 11e du Championnat d'Argentine de football 2023 - Argentinos Juniors 12e du Championnat d'Argentine de football 2023 | - 12 équipes du Brésil et de l'Argentine : - Athletico Paranaense 8e du Championnat du Brésil 2023 - SC Internacional 9e du Championnat du Brésil 2023 - Fortaleza EC 10e du Championnat du Brésil 2023 - Cuiabá EC 12e du Championnat du Brésil 2023 - SC Corinthians 13e du Championnat du Brésil 2023 - Cruzeiro EC 14e du Championnat du Brésil 2023 - Boca Juniors 6e du Championnat d'Argentine de football 2023 - Racing Club 8e du Championnat d'Argentine de football 2023 - Defensa y Justicia 9e du Championnat d'Argentine de football 2023 - CA Lanús 10e du Championnat d'Argentine de football 2023 - CA Belgrano 11e du Championnat d'Argentine de football 2023 - Argentinos Juniors 12e du Championnat d'Argentine de football 2023 | - 12 équipes du Brésil et de l'Argentine : - Athletico Paranaense 8e du Championnat du Brésil 2023 - SC Internacional 9e du Championnat du Brésil 2023 - Fortaleza EC 10e du Championnat du Brésil 2023 - Cuiabá EC 12e du Championnat du Brésil 2023 - SC Corinthians 13e du Championnat du Brésil 2023 - Cruzeiro EC 14e du Championnat du Brésil 2023 - Boca Juniors 6e du Championnat d'Argentine de football 2023 - Racing Club 8e du Championnat d'Argentine de football 2023 - Defensa y Justicia 9e du Championnat d'Argentine de football 2023 - CA Lanús 10e du Championnat d'Argentine de football 2023 - CA Belgrano 11e du Championnat d'Argentine de football 2023 - Argentinos Juniors 12e du Championnat d'Argentine de football 2023 | - 12 équipes du Brésil et de l'Argentine : - Athletico Paranaense 8e du Championnat du Brésil 2023 - SC Internacional 9e du Championnat du Brésil 2023 - Fortaleza EC 10e du Championnat du Brésil 2023 - Cuiabá EC 12e du Championnat du Brésil 2023 - SC Corinthians 13e du Championnat du Brésil 2023 - Cruzeiro EC 14e du Championnat du Brésil 2023 - Boca Juniors 6e du Championnat d'Argentine de football 2023 - Racing Club 8e du Championnat d'Argentine de football 2023 - Defensa y Justicia 9e du Championnat d'Argentine de football 2023 - CA Lanús 10e du Championnat d'Argentine de football 2023 - CA Belgrano 11e du Championnat d'Argentine de football 2023 - Argentinos Juniors 12e du Championnat d'Argentine de football 2023 | - 12 équipes du Brésil et de l'Argentine : - Athletico Paranaense 8e du Championnat du Brésil 2023 - SC Internacional 9e du Championnat du Brésil 2023 - Fortaleza EC 10e du Championnat du Brésil 2023 - Cuiabá EC 12e du Championnat du Brésil 2023 - SC Corinthians 13e du Championnat du Brésil 2023 - Cruzeiro EC 14e du Championnat du Brésil 2023 - Boca Juniors 6e du Championnat d'Argentine de football 2023 - Racing Club 8e du Championnat d'Argentine de football 2023 - Defensa y Justicia 9e du Championnat d'Argentine de football 2023 - CA Lanús 10e du Championnat d'Argentine de football 2023 - CA Belgrano 11e du Championnat d'Argentine de football 2023 - Argentinos Juniors 12e du Championnat d'Argentine de football 2023 | - 12 équipes du Brésil et de l'Argentine : - Athletico Paranaense 8e du Championnat du Brésil 2023 - SC Internacional 9e du Championnat du Brésil 2023 - Fortaleza EC 10e du Championnat du Brésil 2023 - Cuiabá EC 12e du Championnat du Brésil 2023 - SC Corinthians 13e du Championnat du Brésil 2023 - Cruzeiro EC 14e du Championnat du Brésil 2023 - Boca Juniors 6e du Championnat d'Argentine de football 2023 - Racing Club 8e du Championnat d'Argentine de football 2023 - Defensa y Justicia 9e du Championnat d'Argentine de football 2023 - CA Lanús 10e du Championnat d'Argentine de football 2023 - CA Belgrano 11e du Championnat d'Argentine de football 2023 - Argentinos Juniors 12e du Championnat d'Argentine de football 2023 | - 12 équipes du Brésil et de l'Argentine : - Athletico Paranaense 8e du Championnat du Brésil 2023 - SC Internacional 9e du Championnat du Brésil 2023 - Fortaleza EC 10e du Championnat du Brésil 2023 - Cuiabá EC 12e du Championnat du Brésil 2023 - SC Corinthians 13e du Championnat du Brésil 2023 - Cruzeiro EC 14e du Championnat du Brésil 2023 - Boca Juniors 6e du Championnat d'Argentine de football 2023 - Racing Club 8e du Championnat d'Argentine de football 2023 - Defensa y Justicia 9e du Championnat d'Argentine de football 2023 - CA Lanús 10e du Championnat d'Argentine de football 2023 - CA Belgrano 11e du Championnat d'Argentine de football 2023 - Argentinos Juniors 12e du Championnat d'Argentine de football 2023 |
| Premier tour | | | | | | | | | | | | | | | |
| - Jorge Wilstermann Finaliste de la Coupe de la division professionnelle 2023 - Nacional Potosí 4e du Championnat de Bolivie de football 2023 - Real Tomayapo 5e du Championnat de Bolivie de football 2023 - Universitario de Vinto 6e du Championnat de Bolivie de football 2023 - Independiente Medellín 2e du classement cumulé du championnat de Colombie 2023 - América de Cali 3e du classement cumulé du championnat de Colombie 2023 - Deportes Tolima 4e du classement cumulé du championnat de Colombie 2023 - Alianza Petrolera 5e du classement cumulé du championnat de Colombie 2023 - Club Guaraní 5e du Classement cumulé du championnat du Paraguay 2023 - Club Olimpia 6e du Classement cumulé du championnat du Paraguay 2023 - Sportivo Ameliano 7e du Classement cumulé du championnat du Paraguay 2023 - Sportivo Luqueño 8e du Classement cumulé du championnat du Paraguay 2023 - Montevideo Wanderers 5e du Classement cumulé du championnat d'Uruguay 2023 - Racing 6e du Classement cumulé du championnat d'Uruguay 2023 - Cerro Largo 7e du Classement cumulé du championnat d'Uruguay 2023 - Danubio 8e du Classement cumulé du championnat d'Uruguay 2023 | - Jorge Wilstermann Finaliste de la Coupe de la division professionnelle 2023 - Nacional Potosí 4e du Championnat de Bolivie de football 2023 - Real Tomayapo 5e du Championnat de Bolivie de football 2023 - Universitario de Vinto 6e du Championnat de Bolivie de football 2023 - Independiente Medellín 2e du classement cumulé du championnat de Colombie 2023 - América de Cali 3e du classement cumulé du championnat de Colombie 2023 - Deportes Tolima 4e du classement cumulé du championnat de Colombie 2023 - Alianza Petrolera 5e du classement cumulé du championnat de Colombie 2023 - Club Guaraní 5e du Classement cumulé du championnat du Paraguay 2023 - Club Olimpia 6e du Classement cumulé du championnat du Paraguay 2023 - Sportivo Ameliano 7e du Classement cumulé du championnat du Paraguay 2023 - Sportivo Luqueño 8e du Classement cumulé du championnat du Paraguay 2023 - Montevideo Wanderers 5e du Classement cumulé du championnat d'Uruguay 2023 - Racing 6e du Classement cumulé du championnat d'Uruguay 2023 - Cerro Largo 7e du Classement cumulé du championnat d'Uruguay 2023 - Danubio 8e du Classement cumulé du championnat d'Uruguay 2023 | - Jorge Wilstermann Finaliste de la Coupe de la division professionnelle 2023 - Nacional Potosí 4e du Championnat de Bolivie de football 2023 - Real Tomayapo 5e du Championnat de Bolivie de football 2023 - Universitario de Vinto 6e du Championnat de Bolivie de football 2023 - Independiente Medellín 2e du classement cumulé du championnat de Colombie 2023 - América de Cali 3e du classement cumulé du championnat de Colombie 2023 - Deportes Tolima 4e du classement cumulé du championnat de Colombie 2023 - Alianza Petrolera 5e du classement cumulé du championnat de Colombie 2023 - Club Guaraní 5e du Classement cumulé du championnat du Paraguay 2023 - Club Olimpia 6e du Classement cumulé du championnat du Paraguay 2023 - Sportivo Ameliano 7e du Classement cumulé du championnat du Paraguay 2023 - Sportivo Luqueño 8e du Classement cumulé du championnat du Paraguay 2023 - Montevideo Wanderers 5e du Classement cumulé du championnat d'Uruguay 2023 - Racing 6e du Classement cumulé du championnat d'Uruguay 2023 - Cerro Largo 7e du Classement cumulé du championnat d'Uruguay 2023 - Danubio 8e du Classement cumulé du championnat d'Uruguay 2023 | - Jorge Wilstermann Finaliste de la Coupe de la division professionnelle 2023 - Nacional Potosí 4e du Championnat de Bolivie de football 2023 - Real Tomayapo 5e du Championnat de Bolivie de football 2023 - Universitario de Vinto 6e du Championnat de Bolivie de football 2023 - Independiente Medellín 2e du classement cumulé du championnat de Colombie 2023 - América de Cali 3e du classement cumulé du championnat de Colombie 2023 - Deportes Tolima 4e du classement cumulé du championnat de Colombie 2023 - Alianza Petrolera 5e du classement cumulé du championnat de Colombie 2023 - Club Guaraní 5e du Classement cumulé du championnat du Paraguay 2023 - Club Olimpia 6e du Classement cumulé du championnat du Paraguay 2023 - Sportivo Ameliano 7e du Classement cumulé du championnat du Paraguay 2023 - Sportivo Luqueño 8e du Classement cumulé du championnat du Paraguay 2023 - Montevideo Wanderers 5e du Classement cumulé du championnat d'Uruguay 2023 - Racing 6e du Classement cumulé du championnat d'Uruguay 2023 - Cerro Largo 7e du Classement cumulé du championnat d'Uruguay 2023 - Danubio 8e du Classement cumulé du championnat d'Uruguay 2023 | - Jorge Wilstermann Finaliste de la Coupe de la division professionnelle 2023 - Nacional Potosí 4e du Championnat de Bolivie de football 2023 - Real Tomayapo 5e du Championnat de Bolivie de football 2023 - Universitario de Vinto 6e du Championnat de Bolivie de football 2023 - Independiente Medellín 2e du classement cumulé du championnat de Colombie 2023 - América de Cali 3e du classement cumulé du championnat de Colombie 2023 - Deportes Tolima 4e du classement cumulé du championnat de Colombie 2023 - Alianza Petrolera 5e du classement cumulé du championnat de Colombie 2023 - Club Guaraní 5e du Classement cumulé du championnat du Paraguay 2023 - Club Olimpia 6e du Classement cumulé du championnat du Paraguay 2023 - Sportivo Ameliano 7e du Classement cumulé du championnat du Paraguay 2023 - Sportivo Luqueño 8e du Classement cumulé du championnat du Paraguay 2023 - Montevideo Wanderers 5e du Classement cumulé du championnat d'Uruguay 2023 - Racing 6e du Classement cumulé du championnat d'Uruguay 2023 - Cerro Largo 7e du Classement cumulé du championnat d'Uruguay 2023 - Danubio 8e du Classement cumulé du championnat d'Uruguay 2023 | - Jorge Wilstermann Finaliste de la Coupe de la division professionnelle 2023 - Nacional Potosí 4e du Championnat de Bolivie de football 2023 - Real Tomayapo 5e du Championnat de Bolivie de football 2023 - Universitario de Vinto 6e du Championnat de Bolivie de football 2023 - Independiente Medellín 2e du classement cumulé du championnat de Colombie 2023 - América de Cali 3e du classement cumulé du championnat de Colombie 2023 - Deportes Tolima 4e du classement cumulé du championnat de Colombie 2023 - Alianza Petrolera 5e du classement cumulé du championnat de Colombie 2023 - Club Guaraní 5e du Classement cumulé du championnat du Paraguay 2023 - Club Olimpia 6e du Classement cumulé du championnat du Paraguay 2023 - Sportivo Ameliano 7e du Classement cumulé du championnat du Paraguay 2023 - Sportivo Luqueño 8e du Classement cumulé du championnat du Paraguay 2023 - Montevideo Wanderers 5e du Classement cumulé du championnat d'Uruguay 2023 - Racing 6e du Classement cumulé du championnat d'Uruguay 2023 - Cerro Largo 7e du Classement cumulé du championnat d'Uruguay 2023 - Danubio 8e du Classement cumulé du championnat d'Uruguay 2023 | - Jorge Wilstermann Finaliste de la Coupe de la division professionnelle 2023 - Nacional Potosí 4e du Championnat de Bolivie de football 2023 - Real Tomayapo 5e du Championnat de Bolivie de football 2023 - Universitario de Vinto 6e du Championnat de Bolivie de football 2023 - Independiente Medellín 2e du classement cumulé du championnat de Colombie 2023 - América de Cali 3e du classement cumulé du championnat de Colombie 2023 - Deportes Tolima 4e du classement cumulé du championnat de Colombie 2023 - Alianza Petrolera 5e du classement cumulé du championnat de Colombie 2023 - Club Guaraní 5e du Classement cumulé du championnat du Paraguay 2023 - Club Olimpia 6e du Classement cumulé du championnat du Paraguay 2023 - Sportivo Ameliano 7e du Classement cumulé du championnat du Paraguay 2023 - Sportivo Luqueño 8e du Classement cumulé du championnat du Paraguay 2023 - Montevideo Wanderers 5e du Classement cumulé du championnat d'Uruguay 2023 - Racing 6e du Classement cumulé du championnat d'Uruguay 2023 - Cerro Largo 7e du Classement cumulé du championnat d'Uruguay 2023 - Danubio 8e du Classement cumulé du championnat d'Uruguay 2023 | - Jorge Wilstermann Finaliste de la Coupe de la division professionnelle 2023 - Nacional Potosí 4e du Championnat de Bolivie de football 2023 - Real Tomayapo 5e du Championnat de Bolivie de football 2023 - Universitario de Vinto 6e du Championnat de Bolivie de football 2023 - Independiente Medellín 2e du classement cumulé du championnat de Colombie 2023 - América de Cali 3e du classement cumulé du championnat de Colombie 2023 - Deportes Tolima 4e du classement cumulé du championnat de Colombie 2023 - Alianza Petrolera 5e du classement cumulé du championnat de Colombie 2023 - Club Guaraní 5e du Classement cumulé du championnat du Paraguay 2023 - Club Olimpia 6e du Classement cumulé du championnat du Paraguay 2023 - Sportivo Ameliano 7e du Classement cumulé du championnat du Paraguay 2023 - Sportivo Luqueño 8e du Classement cumulé du championnat du Paraguay 2023 - Montevideo Wanderers 5e du Classement cumulé du championnat d'Uruguay 2023 - Racing 6e du Classement cumulé du championnat d'Uruguay 2023 - Cerro Largo 7e du Classement cumulé du championnat d'Uruguay 2023 - Danubio 8e du Classement cumulé du championnat d'Uruguay 2023 | - Coquimbo Unido 5e du Championnat du Chili de football 2023 - Everton 6e du Championnat du Chili de football 2023 - Universidad Católica 7e du Championnat du Chili de football 2023 - Unión La Calera 8e du Championnat du Chili de football 2023 - Delfín 4e du Classement cumulé du championnat d'Équateur 2023 - Universidad Católica 5e du Classement cumulé du championnat d'Équateur 2023 - Técnico Universitario 6e du Classement cumulé du championnat d'Équateur 2023 - Deportivo Cuenca 7e du Classement cumulé du championnat d'Équateur 2023 - Sport Huancayo 5e du Championnat du Pérou de football 2023 - ADT 6e du Championnat du Pérou de football 2023 - Deportivo Garcilaso 7e du Championnat du Pérou de football 2023 - Universidad César Vallejo 8e du Championnat du Pérou de football 2023 - Carabobo FC 5e du Championnat du Venezuela de football 2023 - Deportivo La Guaira 6e du Championnat du Venezuela de football 2023 - Metropolitanos FC 7e du Championnat du Venezuela de football 2023 - Rayo Zuliano 8e du Championnat du Venezuela de football 2023 | - Coquimbo Unido 5e du Championnat du Chili de football 2023 - Everton 6e du Championnat du Chili de football 2023 - Universidad Católica 7e du Championnat du Chili de football 2023 - Unión La Calera 8e du Championnat du Chili de football 2023 - Delfín 4e du Classement cumulé du championnat d'Équateur 2023 - Universidad Católica 5e du Classement cumulé du championnat d'Équateur 2023 - Técnico Universitario 6e du Classement cumulé du championnat d'Équateur 2023 - Deportivo Cuenca 7e du Classement cumulé du championnat d'Équateur 2023 - Sport Huancayo 5e du Championnat du Pérou de football 2023 - ADT 6e du Championnat du Pérou de football 2023 - Deportivo Garcilaso 7e du Championnat du Pérou de football 2023 - Universidad César Vallejo 8e du Championnat du Pérou de football 2023 - Carabobo FC 5e du Championnat du Venezuela de football 2023 - Deportivo La Guaira 6e du Championnat du Venezuela de football 2023 - Metropolitanos FC 7e du Championnat du Venezuela de football 2023 - Rayo Zuliano 8e du Championnat du Venezuela de football 2023 | - Coquimbo Unido 5e du Championnat du Chili de football 2023 - Everton 6e du Championnat du Chili de football 2023 - Universidad Católica 7e du Championnat du Chili de football 2023 - Unión La Calera 8e du Championnat du Chili de football 2023 - Delfín 4e du Classement cumulé du championnat d'Équateur 2023 - Universidad Católica 5e du Classement cumulé du championnat d'Équateur 2023 - Técnico Universitario 6e du Classement cumulé du championnat d'Équateur 2023 - Deportivo Cuenca 7e du Classement cumulé du championnat d'Équateur 2023 - Sport Huancayo 5e du Championnat du Pérou de football 2023 - ADT 6e du Championnat du Pérou de football 2023 - Deportivo Garcilaso 7e du Championnat du Pérou de football 2023 - Universidad César Vallejo 8e du Championnat du Pérou de football 2023 - Carabobo FC 5e du Championnat du Venezuela de football 2023 - Deportivo La Guaira 6e du Championnat du Venezuela de football 2023 - Metropolitanos FC 7e du Championnat du Venezuela de football 2023 - Rayo Zuliano 8e du Championnat du Venezuela de football 2023 | - Coquimbo Unido 5e du Championnat du Chili de football 2023 - Everton 6e du Championnat du Chili de football 2023 - Universidad Católica 7e du Championnat du Chili de football 2023 - Unión La Calera 8e du Championnat du Chili de football 2023 - Delfín 4e du Classement cumulé du championnat d'Équateur 2023 - Universidad Católica 5e du Classement cumulé du championnat d'Équateur 2023 - Técnico Universitario 6e du Classement cumulé du championnat d'Équateur 2023 - Deportivo Cuenca 7e du Classement cumulé du championnat d'Équateur 2023 - Sport Huancayo 5e du Championnat du Pérou de football 2023 - ADT 6e du Championnat du Pérou de football 2023 - Deportivo Garcilaso 7e du Championnat du Pérou de football 2023 - Universidad César Vallejo 8e du Championnat du Pérou de football 2023 - Carabobo FC 5e du Championnat du Venezuela de football 2023 - Deportivo La Guaira 6e du Championnat du Venezuela de football 2023 - Metropolitanos FC 7e du Championnat du Venezuela de football 2023 - Rayo Zuliano 8e du Championnat du Venezuela de football 2023 | - Coquimbo Unido 5e du Championnat du Chili de football 2023 - Everton 6e du Championnat du Chili de football 2023 - Universidad Católica 7e du Championnat du Chili de football 2023 - Unión La Calera 8e du Championnat du Chili de football 2023 - Delfín 4e du Classement cumulé du championnat d'Équateur 2023 - Universidad Católica 5e du Classement cumulé du championnat d'Équateur 2023 - Técnico Universitario 6e du Classement cumulé du championnat d'Équateur 2023 - Deportivo Cuenca 7e du Classement cumulé du championnat d'Équateur 2023 - Sport Huancayo 5e du Championnat du Pérou de football 2023 - ADT 6e du Championnat du Pérou de football 2023 - Deportivo Garcilaso 7e du Championnat du Pérou de football 2023 - Universidad César Vallejo 8e du Championnat du Pérou de football 2023 - Carabobo FC 5e du Championnat du Venezuela de football 2023 - Deportivo La Guaira 6e du Championnat du Venezuela de football 2023 - Metropolitanos FC 7e du Championnat du Venezuela de football 2023 - Rayo Zuliano 8e du Championnat du Venezuela de football 2023 | - Coquimbo Unido 5e du Championnat du Chili de football 2023 - Everton 6e du Championnat du Chili de football 2023 - Universidad Católica 7e du Championnat du Chili de football 2023 - Unión La Calera 8e du Championnat du Chili de football 2023 - Delfín 4e du Classement cumulé du championnat d'Équateur 2023 - Universidad Católica 5e du Classement cumulé du championnat d'Équateur 2023 - Técnico Universitario 6e du Classement cumulé du championnat d'Équateur 2023 - Deportivo Cuenca 7e du Classement cumulé du championnat d'Équateur 2023 - Sport Huancayo 5e du Championnat du Pérou de football 2023 - ADT 6e du Championnat du Pérou de football 2023 - Deportivo Garcilaso 7e du Championnat du Pérou de football 2023 - Universidad César Vallejo 8e du Championnat du Pérou de football 2023 - Carabobo FC 5e du Championnat du Venezuela de football 2023 - Deportivo La Guaira 6e du Championnat du Venezuela de football 2023 - Metropolitanos FC 7e du Championnat du Venezuela de football 2023 - Rayo Zuliano 8e du Championnat du Venezuela de football 2023 | - Coquimbo Unido 5e du Championnat du Chili de football 2023 - Everton 6e du Championnat du Chili de football 2023 - Universidad Católica 7e du Championnat du Chili de football 2023 - Unión La Calera 8e du Championnat du Chili de football 2023 - Delfín 4e du Classement cumulé du championnat d'Équateur 2023 - Universidad Católica 5e du Classement cumulé du championnat d'Équateur 2023 - Técnico Universitario 6e du Classement cumulé du championnat d'Équateur 2023 - Deportivo Cuenca 7e du Classement cumulé du championnat d'Équateur 2023 - Sport Huancayo 5e du Championnat du Pérou de football 2023 - ADT 6e du Championnat du Pérou de football 2023 - Deportivo Garcilaso 7e du Championnat du Pérou de football 2023 - Universidad César Vallejo 8e du Championnat du Pérou de football 2023 - Carabobo FC 5e du Championnat du Venezuela de football 2023 - Deportivo La Guaira 6e du Championnat du Venezuela de football 2023 - Metropolitanos FC 7e du Championnat du Venezuela de football 2023 - Rayo Zuliano 8e du Championnat du Venezuela de football 2023 | - Coquimbo Unido 5e du Championnat du Chili de football 2023 - Everton 6e du Championnat du Chili de football 2023 - Universidad Católica 7e du Championnat du Chili de football 2023 - Unión La Calera 8e du Championnat du Chili de football 2023 - Delfín 4e du Classement cumulé du championnat d'Équateur 2023 - Universidad Católica 5e du Classement cumulé du championnat d'Équateur 2023 - Técnico Universitario 6e du Classement cumulé du championnat d'Équateur 2023 - Deportivo Cuenca 7e du Classement cumulé du championnat d'Équateur 2023 - Sport Huancayo 5e du Championnat du Pérou de football 2023 - ADT 6e du Championnat du Pérou de football 2023 - Deportivo Garcilaso 7e du Championnat du Pérou de football 2023 - Universidad César Vallejo 8e du Championnat du Pérou de football 2023 - Carabobo FC 5e du Championnat du Venezuela de football 2023 - Deportivo La Guaira 6e du Championnat du Venezuela de football 2023 - Metropolitanos FC 7e du Championnat du Venezuela de football 2023 - Rayo Zuliano 8e du Championnat du Venezuela de football 2023 |

## Compétition

### Premier tour
Excepté les équipes du Brésil et de l'Argentine, les équipes rencontrent une autre équipe de la même fédération.
Les matchs se déroulent entre le 5 et le 7 mars 2024 en une seule rencontre.
| Équipe 1                  | Résultat          | Équipe 2               |
| ------------------------- | ----------------- | ---------------------- |
| Universitario de Vinto    | 0 – 2             | Nacional Potosí        |
| Real Tomayapo             | 0 – 0 (4 – 3 tab) | Jorge Wilstermann      |
| Everton de Viña del Mar   | 0 – 1             | Unión La Calera        |
| Universidad Católica      | 0 – 2             | Coquimbo Unido         |
| Deportes Tolima           | 0 – 0 (2 - 4 tab) | Independiente Medellín |
| Alianza Petrolera         | 2 – 1             | América de Cali        |
| Deportivo Cuenca          | 2 – 5             | Delfín                 |
| Técnico Universitario     | 0 – 3             | Universidad Católica   |
| Club Guaraní              | 0 – 1             | Sportivo Luqueño       |
| Sportivo Ameliano         | 2 – 0             | Club Olimpia           |
| Deportivo Garcilaso       | 0 – 0 (4 – 3 tab) | ADT                    |
| Universidad César Vallejo | 2 – 0             | Sport Huancayo         |
| Montevideo Wanderers      | 0 – 1             | Danubio                |
| Racing                    | 2 – 0             | Cerro Largo FC         |
| Carabobo FC               | 1 – 1 (4 - 5 tab) | Metropolitanos FC      |
| Deportivo Rayo Zuliano    | 0 – 0 (4 – 2 tab) | Deportivo La Guaira    |

### Phase de groupes
Les vainqueurs du premier tour sont rejoints par les équipes du Brésil, de l'Argentine et les quatre équipes repêchées du 3e tour de qualification de la Copa Libertadores
Les premiers de poule sont qualifiés pour les huitièmes de finale, ils seront rejoint par les vainqueurs des matchs de barrage.
Légende des classements
- Qualifié pour les huitièmes de finale
- Qualifié pour les barrages

#### Groupe A
| Rang | Équipe                    | Pts | J | G | N | P | Bp | Bc | Diff |  | Résultats (▼ dom., ► ext.) |     |     |     |     |
| ---- | ------------------------- | --- | - | - | - | - | -- | -- | ---- |  | -------------------------- | --- | --- | --- | --- |
| 1    | Independiente Medellín    | 13  | 6 | 4 | 1 | 1 | 16 | 7  | +9   |  | Independiente Medellín     |     | 4-0 | 2-1 | 4-2 |
| 2    | Always Ready              | 11  | 6 | 3 | 1 | 2 | 10 | 7  | +3   |  | Always Ready               | 2-0 |     | 3-0 | 2-0 |
| 3    | Defensa y Justicia        | 5   | 6 | 1 | 2 | 3 | 4  | 8  | -4   |  | Defensa y Justicia         | 1-1 | 1-1 |     | 0-1 |
| 4    | Universidad César Vallejo | 4   | 6 | 1 | 1 | 4 | 6  | 14 | -8   |  | Universidad César Vallejo  | 1-5 | 2-2 | 0-1 |     |

#### Groupe B
| Rang | Équipe               | Pts | J | G | N | P | Bp | Bc | Diff |  | Résultats (▼ dom., ► ext.) |     |     |     |     |
| ---- | -------------------- | --- | - | - | - | - | -- | -- | ---- |  | -------------------------- | --- | --- | --- | --- |
| 1    | Cruzeiro EC          | 12  | 6 | 3 | 3 | 0 | 8  | 3  | +5   |  | Cruzeiro EC                |     | 1-0 | 3-3 | 1-0 |
| 2    | Universidad Católica | 11  | 6 | 3 | 2 | 1 | 8  | 2  | +6   |  | Universidad Católica       | 0-0 |     | 0-0 | 4-0 |
| 3    | Alianza Petrolera    | 5   | 6 | 1 | 2 | 3 | 5  | 10 | -5   |  | Alianza Petrolera          | 0-3 | 1-3 |     | 0-1 |
| 4    | Unión La Calera      | 4   | 6 | 1 | 1 | 4 | 1  | 7  | -6   |  | Unión La Calera            | 0-0 | 0-1 | 0-1 |     |

#### Groupe C
| Rang | Équipe           | Pts | J | G | N | P | Bp | Bc | Diff |  | Résultats (▼ dom., ► ext.) |     |     |     |     |
| ---- | ---------------- | --- | - | - | - | - | -- | -- | ---- |  | -------------------------- | --- | --- | --- | --- |
| 1    | CA Belgrano      | 12  | 6 | 3 | 3 | 0 | 7  | 3  | +4   |  | CA Belgrano                |     | 1-1 | 0-0 | 1-0 |
| 3    | SC Internacional | 11  | 6 | 3 | 2 | 1 | 6  | 3  | +3   |  | SC Internacional           | 1-2 |     | 1-0 | 0-0 |
| 2    | Delfín           | 8   | 6 | 2 | 2 | 2 | 9  | 8  | +1   |  | Delfín                     | 1-1 | 1-2 |     | 4-3 |
| 4    | Real Tomayapo    | 1   | 6 | 0 | 1 | 5 | 3  | 11 | -8   |  | Real Tomayapo              | 0-2 | 0-2 | 0-2 |     |

#### Groupe D
| Rang | Équipe              | Pts | J | G | N | P | Bp | Bc | Diff |  | Résultats (▼ dom., ► ext.) |     |     |     |     |
| ---- | ------------------- | --- | - | - | - | - | -- | -- | ---- |  | -------------------------- | --- | --- | --- | --- |
| 1    | Fortaleza EC        | 13  | 6 | 4 | 1 | 1 | 15 | 8  | +7   |  | Fortaleza EC               |     | 4-2 | 5-0 | 2-1 |
| 2    | Boca Juniors        | 11  | 6 | 3 | 2 | 1 | 10 | 6  | +4   |  | Boca Juniors               | 1-1 |     | 4-0 | 1-0 |
| 3    | Nacional Potosí     | 7   | 6 | 2 | 1 | 3 | 6  | 13 | -7   |  | Nacional Potosí            | 4-1 | 0-0 |     | 2-1 |
| 4    | Sportivo Trinidense | 3   | 6 | 1 | 0 | 5 | 5  | 9  | -4   |  | Sportivo Trinidense        | 0-2 | 1-2 | 2-0 |     |

#### Groupe E
| Rang | Équipe               | Pts | J | G | N | P | Bp | Bc | Diff |  | Résultats (▼ dom., ► ext.) |     |     |     |     |
| ---- | -------------------- | --- | - | - | - | - | -- | -- | ---- |  | -------------------------- | --- | --- | --- | --- |
| 1    | Sportivo Ameliano    | 0   | 6 | 0 | 0 | 0 | 0  | 0  | 0    |  | Sportivo Ameliano          |     | 1-4 | 2-1 | 1-0 |
| 2    | Athletico Paranaense | 0   | 6 | 0 | 0 | 0 | 0  | 0  | 0    |  | Athletico Paranaense       | 0-1 |     | 1-2 | 6-0 |
| 3    | Danubio              | 0   | 6 | 0 | 0 | 0 | 0  | 0  | 0    |  | Danubio                    | 0-0 | 0-1 |     | 0-0 |
| 4    | Rayo Zuliano         | 0   | 6 | 0 | 0 | 0 | 0  | 0  | 0    |  | Rayo Zuliano               | 0-4 | 1-5 | 0-2 |     |

#### Groupe F
| Rang | Équipe             | Pts | J | G | N | P | Bp | Bc | Diff |  | Résultats (▼ dom., ► ext.) |     |     |     |     |
| ---- | ------------------ | --- | - | - | - | - | -- | -- | ---- |  | -------------------------- | --- | --- | --- | --- |
| 1    | SC Corinthians     | 13  | 6 | 4 | 1 | 1 | 14 | 2  | +12  |  | SC Corinthians             |     | 3-0 | 4-0 | 4-0 |
| 2    | Racing             | 11  | 6 | 3 | 2 | 1 | 10 | 8  | +2   |  | Racing                     | 1-1 |     | 2-1 | 2-1 |
| 3    | Argentinos Juniors | 9   | 6 | 3 | 0 | 3 | 7  | 12 | -5   |  | Argentinos Juniors         | 1-0 | 0-3 |     | 2-1 |
| 4    | Club Nacional      | 1   | 6 | 0 | 1 | 5 | 6  | 15 | -9   |  | Club Nacional              | 0-2 | 2-2 | 2-3 |     |

#### Groupe G
| Rang | Équipe              | Pts | J | G | N | P | Bp | Bc | Diff |  | Résultats (▼ dom., ► ext.) |     |     |     |     |
| ---- | ------------------- | --- | - | - | - | - | -- | -- | ---- |  | -------------------------- | --- | --- | --- | --- |
| 1    | CA Lanús            | 13  | 6 | 4 | 1 | 1 | 12 | 3  | +9   |  | CA Lanús                   |     | 0-1 | 2-1 | 5-0 |
| 2    | Cuiabá EC           | 12  | 6 | 3 | 0 | 3 | 9  | 3  | +6   |  | Cuiabá EC                  | 1-1 |     | 1-1 | 3-0 |
| 3    | Deportivo Garcilaso | 6   | 6 | 1 | 3 | 2 | 7  | 9  | -2   |  | Deportivo Garcilaso        | 0-2 | 1-1 |     | 3-2 |
| 4    | Metropolitanos FC   | 1   | 6 | 0 | 1 | 5 | 3  | 16 | -13  |  | Metropolitanos FC          | 0-2 | 0-2 | 1-1 |     |

#### Groupe H
| Rang | Équipe              | Pts | J | G | N | P | Bp | Bc | Diff |  | Résultats (▼ dom., ► ext.) |     |     |     |     |
| ---- | ------------------- | --- | - | - | - | - | -- | -- | ---- |  | -------------------------- | --- | --- | --- | --- |
| 1    | Racing Club         | 15  | 6 | 5 | 0 | 1 | 14 | 3  | +11  |  | Racing Club                |     | 3-0 | 3-0 | 3-0 |
| 2    | Red Bull Bragantino | 13  | 6 | 4 | 1 | 1 | 9  | 8  | +1   |  | Red Bull Bragantino        | 2-1 |     | 1-0 | 2-1 |
| 3    | Coquimbo Unido      | 5   | 6 | 1 | 2 | 3 | 3  | 7  | -4   |  | Coquimbo Unido             | 1-2 | 1-1 |     | 1-0 |
| 4    | Sportivo Luqueño    | 1   | 6 | 0 | 1 | 5 | 3  | 11 | -8   |  | Sportivo Luqueño           | 0-2 | 2-3 | 0-0 |     |

### Phase à élimination directe

#### Matchs de barrage
Les deuxièmes de poule et les troisièmes de poule de la Copa Libertadores 2024 se rencontrent dans les matchs de barrage pour rejoindre les vainqueurs de poule en huitièmes de finale.
| Équipe                  | Aller | Total             | Retour | Équipe               |
| ----------------------- | ----- | ----------------- | ------ | -------------------- |
| Barcelona SC            | 1 - 1 | 3 - 4             | 2 - 3  | Red Bull Bragantino  |
| Cerro Porteño           | 1 - 1 | 2 - 3             | 1 - 2  | Athletico Paranaense |
| Palestino               | 1 - 1 | 3 - 2             | 2 - 1  | Cuiabá EC            |
| Libertad                | 2 - 0 | 3 - 1             | 1 - 1  | Universidad Católica |
| Independiente del Valle | 0 - 0 | 0 - 1             | 0 - 1  | Boca Juniors         |
| LDU Quito               | 3 - 0 | 4 - 3             | 1 - 3  | Always Ready         |
| Rosario Central         | 1 - 0 | 2 - 1             | 1 - 1  | SC Internacional     |
| Huachipato              | 2 - 3 | 3 - 3 (3 – 0 tab) | 1 - 0  | Racing               |

#### Tableau final
|  | Huitièmes de finale    | Huitièmes de finale    | Huitièmes de finale    | Huitièmes de finale    |                      |                      | Quarts de finale | Quarts de finale | Quarts de finale | Quarts de finale |  |  | Demi-finales | Demi-finales | Demi-finales | Demi-finales |  |  | Finale                                                 | Finale | Finale | Finale |
|  |                        |                        |                        |                        |                      |                      |                  |                  |                  |                  |  |  |              |              |              |              |  |  |                                                        |        |        |        |
|  |                        |                        |                        |                        |                      |                      |                  |                  |                  |                  |  |  |              |              |              |              |  |  | 23 novembre 2024 - Stade Général Pablo Rojas, Asuncion |        |        |        |
|  | Rosario Central        | Rosario Central        | 1                      | 1                      |                      |                      |                  |                  |                  |                  |  |  |              |              |              |              |  |  |                                                        |        |        |        |
|  | Rosario Central        | Rosario Central        | 1                      | 1                      |                      |                      |                  |                  |                  |                  |  |  |              |              |              |              |  |  |                                                        |        |        |        |
|  | Fortaleza EC           | Fortaleza EC           | 1                      | 3                      |                      |                      |                  |                  |                  |                  |  |  |              |              |              |              |  |  |                                                        |        |        |        |
|  | Fortaleza EC           | Fortaleza EC           | 1                      | 3                      | Fortaleza EC         | Fortaleza EC         | 0                | 0                |                  |                  |  |  |              |              |              |              |  |  |                                                        |        |        |        |
|  |                        |                        |                        |                        | Fortaleza EC         | Fortaleza EC         | 0                | 0                |                  |                  |  |  |              |              |              |              |  |  |                                                        |        |        |        |
|  |                        |                        | SC Corinthians         | SC Corinthians         | 2                    | 3                    |                  |                  |                  |                  |  |  |              |              |              |              |  |  |                                                        |        |        |        |
|  | Red Bull Bragantino    | Red Bull Bragantino    | SC Corinthians         | SC Corinthians         | 2                    | 3                    | 1                | 2 (4)            |                  |                  |  |  |              |              |              |              |  |  |                                                        |        |        |        |
|  | Red Bull Bragantino    | Red Bull Bragantino    |                        |                        |                      |                      |                  | 2 (4)            |                  |                  |  |  |              |              |              |              |  |  |                                                        |        |        |        |
|  | SC Corinthians         | SC Corinthians         | 2                      | 1 (5)                  |                      |                      |                  |                  |                  |                  |  |  |              |              |              |              |  |  |                                                        |        |        |        |
|  | SC Corinthians         | SC Corinthians         | 2                      | 1 (5)                  | SC Corinthians       | SC Corinthians       | 2                | 1                |                  |                  |  |  |              |              |              |              |  |  |                                                        |        |        |        |
|  |                        |                        |                        |                        | SC Corinthians       | SC Corinthians       | 2                | 1                |                  |                  |  |  |              |              |              |              |  |  |                                                        |        |        |        |
|  |                        |                        | Racing Club            | Racing Club            | 2                    | 2                    |                  |                  |                  |                  |  |  |              |              |              |              |  |  |                                                        |        |        |        |
|  | Athletico Paranaense   | Athletico Paranaense   | Racing Club            | Racing Club            | 2                    | 2                    | 2                | 2                |                  |                  |  |  |              |              |              |              |  |  |                                                        |        |        |        |
|  | Athletico Paranaense   | Athletico Paranaense   |                        |                        |                      |                      |                  | 2                |                  |                  |  |  |              |              |              |              |  |  |                                                        |        |        |        |
|  | CA Belgrano            | CA Belgrano            | 1                      | 0                      |                      |                      |                  |                  |                  |                  |  |  |              |              |              |              |  |  |                                                        |        |        |        |
|  | CA Belgrano            | CA Belgrano            | 1                      | 0                      | Athletico Paranaense | Athletico Paranaense | 1                | 1                |                  |                  |  |  |              |              |              |              |  |  |                                                        |        |        |        |
|  |                        |                        |                        |                        | Athletico Paranaense | Athletico Paranaense | 1                | 1                |                  |                  |  |  |              |              |              |              |  |  |                                                        |        |        |        |
|  |                        |                        | Racing Club            | Racing Club            | 0                    | 4                    |                  |                  |                  |                  |  |  |              |              |              |              |  |  |                                                        |        |        |        |
|  | Huachipato             | Huachipato             | Racing Club            | Racing Club            | 0                    | 4                    | 0                | 1                |                  |                  |  |  |              |              |              |              |  |  |                                                        |        |        |        |
|  | Huachipato             | Huachipato             |                        |                        |                      |                      |                  | 1                |                  |                  |  |  |              |              |              |              |  |  |                                                        |        |        |        |
|  | Racing Club            | Racing Club            | 2                      | 6                      |                      |                      |                  |                  |                  |                  |  |  |              |              |              |              |  |  |                                                        |        |        |        |
|  | Racing Club            | Racing Club            | 2                      | 6                      | Racing Club          | Racing Club          | 3                | 3                |                  |                  |  |  |              |              |              |              |  |  |                                                        |        |        |        |
|  |                        |                        |                        |                        | Racing Club          | Racing Club          | 3                | 3                |                  |                  |  |  |              |              |              |              |  |  |                                                        |        |        |        |
|  |                        |                        | Cruzeiro EC            | Cruzeiro EC            | 1                    | 1                    |                  |                  |                  |                  |  |  |              |              |              |              |  |  |                                                        |        |        |        |
|  | Libertad               | Libertad               | Cruzeiro EC            | Cruzeiro EC            | 1                    | 1                    | 1                | 0 (4)            |                  |                  |  |  |              |              |              |              |  |  |                                                        |        |        |        |
|  | Libertad               | Libertad               |                        |                        |                      |                      |                  | 0 (4)            |                  |                  |  |  |              |              |              |              |  |  |                                                        |        |        |        |
|  | Sportivo Ameliano      | Sportivo Ameliano      | 1                      | 0 (3)                  |                      |                      |                  |                  |                  |                  |  |  |              |              |              |              |  |  |                                                        |        |        |        |
|  | Sportivo Ameliano      | Sportivo Ameliano      | 1                      | 0 (3)                  | Libertad             | Libertad             | 0                | 1                |                  |                  |  |  |              |              |              |              |  |  |                                                        |        |        |        |
|  |                        |                        |                        |                        | Libertad             | Libertad             | 0                | 1                |                  |                  |  |  |              |              |              |              |  |  |                                                        |        |        |        |
|  |                        |                        | Cruzeiro EC            | Cruzeiro EC            | 2                    | 1                    |                  |                  |                  |                  |  |  |              |              |              |              |  |  |                                                        |        |        |        |
|  | Boca Juniors           | Boca Juniors           | Cruzeiro EC            | Cruzeiro EC            | 2                    | 1                    | 1                | 1 (4)            |                  |                  |  |  |              |              |              |              |  |  |                                                        |        |        |        |
|  | Boca Juniors           | Boca Juniors           |                        |                        |                      |                      |                  | 1 (4)            |                  |                  |  |  |              |              |              |              |  |  |                                                        |        |        |        |
|  | Cruzeiro EC            | Cruzeiro EC            | 0                      | 2 (5)                  |                      |                      |                  |                  |                  |                  |  |  |              |              |              |              |  |  |                                                        |        |        |        |
|  | Cruzeiro EC            | Cruzeiro EC            | 0                      | 2 (5)                  | Cruzeiro EC          | Cruzeiro EC          | 1                | 1                |                  |                  |  |  |              |              |              |              |  |  |                                                        |        |        |        |
|  |                        |                        |                        |                        | Cruzeiro EC          | Cruzeiro EC          | 1                | 1                |                  |                  |  |  |              |              |              |              |  |  |                                                        |        |        |        |
|  |                        |                        | CA Lanùs               | CA Lanùs               | 1                    | 0                    |                  |                  |                  |                  |  |  |              |              |              |              |  |  |                                                        |        |        |        |
|  | LDU Quito              | LDU Quito              | CA Lanùs               | CA Lanùs               | 1                    | 0                    | 1                | 1                |                  |                  |  |  |              |              |              |              |  |  |                                                        |        |        |        |
|  | LDU Quito              | LDU Quito              |                        |                        |                      |                      |                  | 1                |                  |                  |  |  |              |              |              |              |  |  |                                                        |        |        |        |
|  | CA Lanús               | CA Lanús               | 2                      | 3                      |                      |                      |                  |                  |                  |                  |  |  |              |              |              |              |  |  |                                                        |        |        |        |
|  | CA Lanús               | CA Lanús               | 2                      | 3                      | CA Lanùs             | CA Lanùs             | 0                | 1 (6)            |                  |                  |  |  |              |              |              |              |  |  |                                                        |        |        |        |
|  |                        |                        |                        |                        | CA Lanùs             | CA Lanùs             | 0                | 1 (6)            |                  |                  |  |  |              |              |              |              |  |  |                                                        |        |        |        |
|  |                        |                        | Independiente Medellín | Independiente Medellín | 0                    | 1 (5)                |                  |                  |                  |                  |  |  |              |              |              |              |  |  |                                                        |        |        |        |
|  | Palestino              | Palestino              | Independiente Medellín | Independiente Medellín | 0                    | 1 (5)                | 2                | 0                |                  |                  |  |  |              |              |              |              |  |  |                                                        |        |        |        |
|  | Palestino              | Palestino              |                        |                        |                      |                      |                  | 0                |                  |                  |  |  |              |              |              |              |  |  |                                                        |        |        |        |
|  | Independiente Medellín | Independiente Medellín | 2                      | 4                      |                      |                      |                  |                  |                  |                  |  |  |              |              |              |              |  |  |                                                        |        |        |        |
|  | Independiente Medellín | Independiente Medellín | 2                      | 4                      |                      |                      |                  |                  |                  |                  |  |  |              |              |              |              |  |  |                                                        |        |        |        |
|  |                        |                        |                        |                        |                      |                      |                  |                  |                  |                  |  |  |              |              |              |              |  |  |                                                        |        |        |        |

### Finale
La finale est remportée par les argentins du Racing Club face aux brésiliens de Cruzeiro. Il s'agit du 1er titre de l'histoire pour le club.
| Finale           | Racing Club                                   | 3 - 1   | Cruzeiro EC |             |             |
| 23 novembre 2024 | 15e Martirena · 20e Martínez · 90+5e Martínez | (2 - 0) | 52e Jorge   | Arbitrage : | Arbitrage : |